# Sailly-Flibeaucourt
Sailly-Flibeaucourt is een gemeente in het Franse departement Somme (regio Hauts-de-France) en telt 994 inwoners (2004). De plaats maakt deel uit van het arrondissement Abbeville.

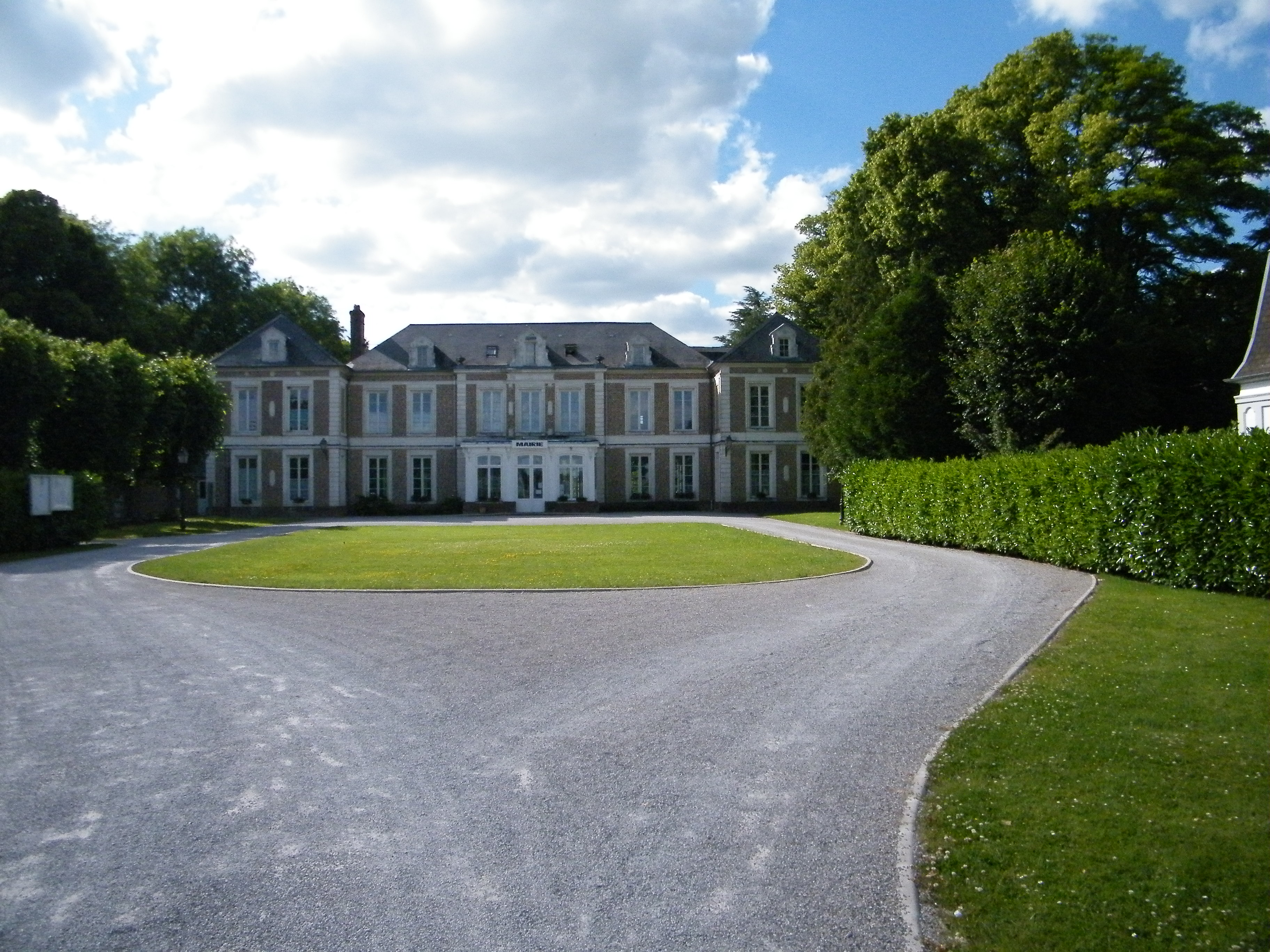
Gemeentehuis
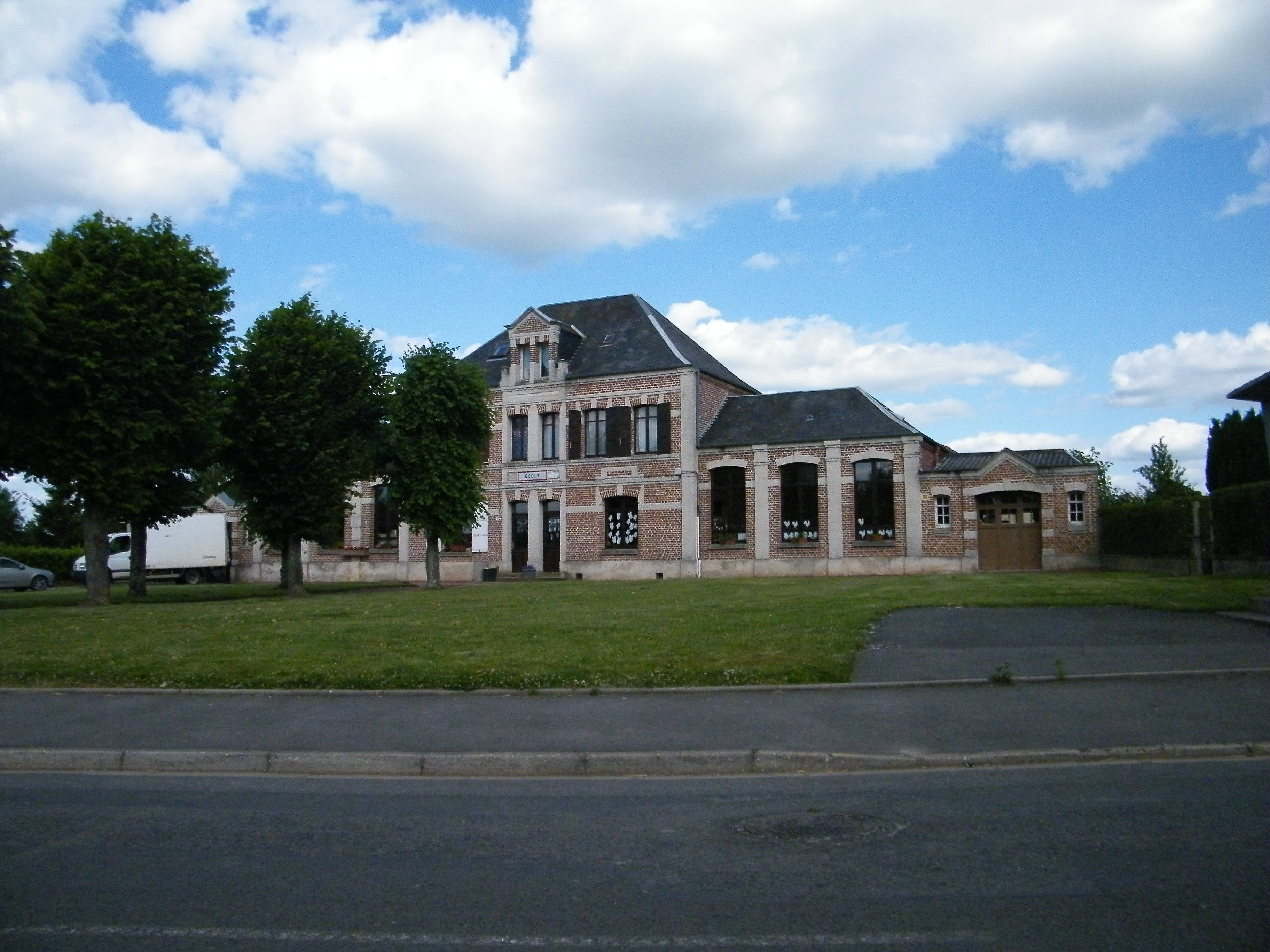
School van Sailly-Flibeaucourt
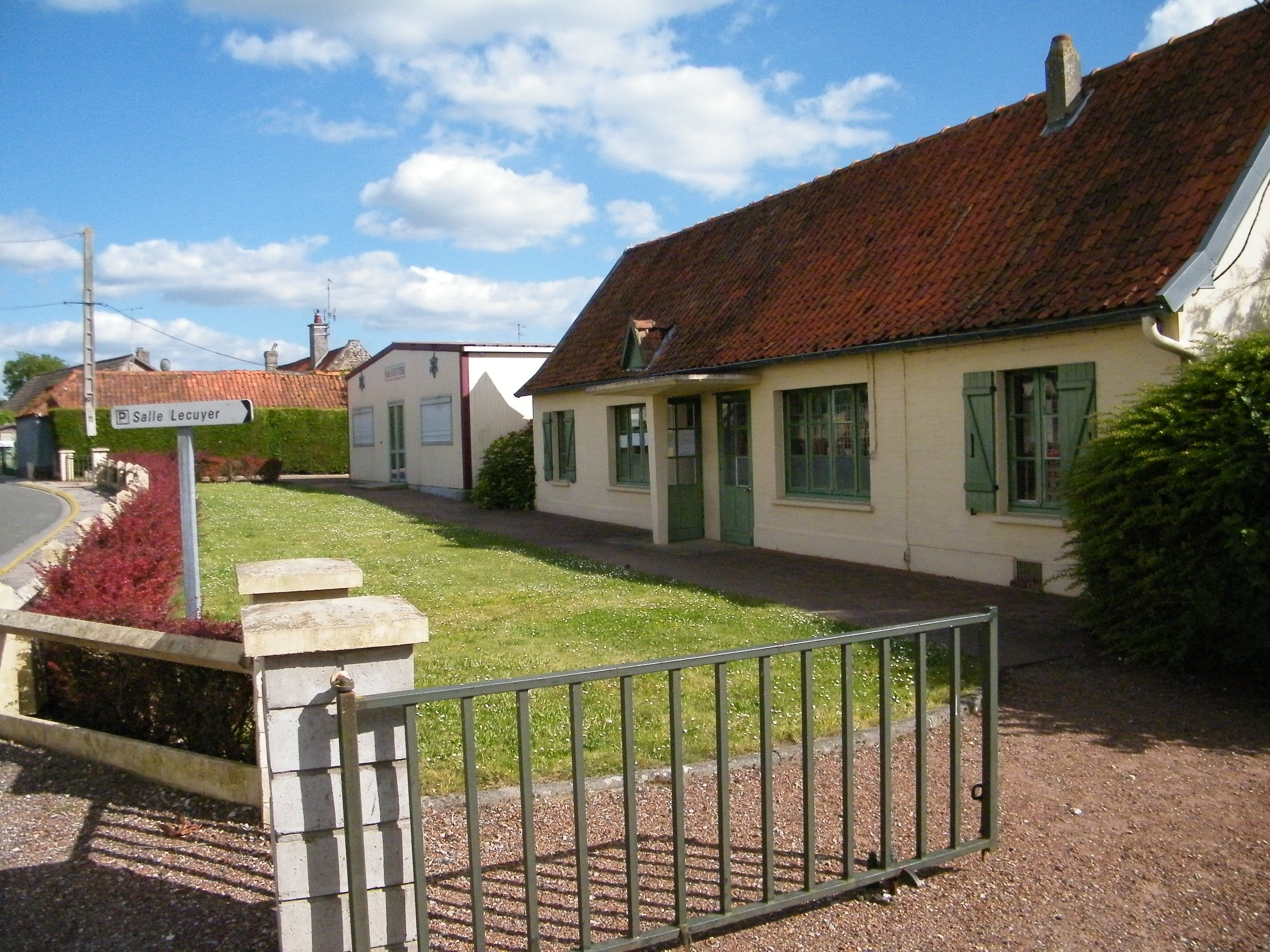
Feestzaal

## Geografie
De oppervlakte van Sailly-Flibeaucourt bedraagt 10,6 km², de bevolkingsdichtheid is 93,8 inwoners per km².
De onderstaande kaart toont de ligging van Sailly-Flibeaucourt met de belangrijkste infrastructuur en aangrenzende gemeenten.

## Demografie
Onderstaande figuur toont het verloop van het inwonertal (bron: INSEE-tellingen).